# لامبرشتن
لامبرشتن (به آلمانی: Lambrechten) یک منطقهٔ مسکونی در اتریش است که در ناحیه راید ایم اینکرایس واقع شده‌است. لامبرشتن ۲۴ کیلومتر مربع مساحت دارد ۴۰۶ متر بالاتر از سطح دریا واقع شده‌است.